# Joan II Nunyez de Lara
Joan Nunyez de Lara el jove (1282 - 1315) fou el darrer senyor de la Senyoria d'Albarrasí el segle xiii.
Fill de Teresa Díaz de Haro i Joan I Nunyez de Lara, que es va rendir i exiliar el 1284 morint el 1294 a França.
Joan va intentar recuperar Albarrasí sense èxit, i tot i que Alfons el Franc va aconseguir que la ciutat el reconegués com a sobirà, per donar-la de nou a Juan II, la Senyoria d'Albarrasí passà definitivament a la Corona d'Aragó el 1300, quan Jaume II d'Aragó l'annexionà a la corona i concedí a Albarrasí el títol de ciutat.
Durant la Guerra castellanogranadina va participar en els setges d'Algesires i Gibraltar.